# Выставка (Черёмушское сельское поселение)
Выставка — деревня в Котласском районе Архангельской области. Часть бывшего села Вотлажма. Входит в состав муниципального образования (сельского поселения) «Черемушское».

## География
Деревня находится на самом возвышеном месте Вотлажмы, чуть в стороне от современного русла Северной Двины. Близлежащие деревни: Олюшино, Боровинка.

## Население
| 2002 | 2010 | 2012 |
| ---- | ---- | ---- |
| 201  | ↘171 | ↘60  |

## История
Это место издревле считалось центром Вотлажмы. Территория населённого пункта до революции состояла из нескольких деревень: Троица, Тарутино, Часовино.

## Инфраструктура
В деревне находится единственный работающий сельский магазин на всю Вотлажму. В полуразрушенном состоянии находятся конюшня.

## Достопримечательности
На окраине деревни сохранилась Троицкая Вотложемская церковь 1753 года постройки. Обновлённая роспись стен проводилась в начале двадцатого века священником Н. П. Кычановым. Церковь была закрыта в 1932 году, после чего использовалась под клуб и склады.